# جوناثان كالي
جوناثان كالي (بالإنجليزية: Jonathan Kale)‏ مواليد 18 أكتوبر 1985 في ماساتشوستس، هو لاعب كرة سلة إيفواري. بدأ مسيرته الاحترافية في سنة 2009. يلعب في الدوري الفرنسي لكرة السلة الدرجة الثانية كلاعب وسط. يحمل الرقم 12. يبلغ طوله 6 قدم 8 بوصة (2.0 م). حقق المركز الثاني في بطولة أمم أفريقيا لكرة السلة 2009.

## المسيرة الاحترافية
لعب مع نادي فوتسوافك لكرة السلة في سنة 2009، ثم لعب مع فينيكس هاغن في الدوري الألماني في موسم 2009–2010، ثم لعب مع نادي أورينسي لكرة السلة في الدوري الإسباني في موسم 2010–2011، ثم لعب مع نادي لاردة لكرة السلة في موسم 2011–2012.

## الميداليات
| الميدالية | المسابقة                          |
| --------- | --------------------------------- |
| فضية      | بطولة أمم أفريقيا لكرة السلة 2009 |

## روابط خارجية
- جوناثان كالي على موقع الاتحاد الدولي لكرة السلة (الإنجليزية)
- جوناثان كالي على موقع كرة السلة الأوروبية.كوم (الإنجليزية)
- جوناثان كالي على موقع كلية كرة السلة في سبورتس رفرنس.كوم (الإنجليزية)
- جوناثان كالي على موقع ريلجم (الإنجليزية)
- جوناثان كالي على موقع بروبوليرز (الإنجليزية)
- جوناثان كالي على موقع سبورتس رفرنس (الإنجليزية)